# ザーディン省

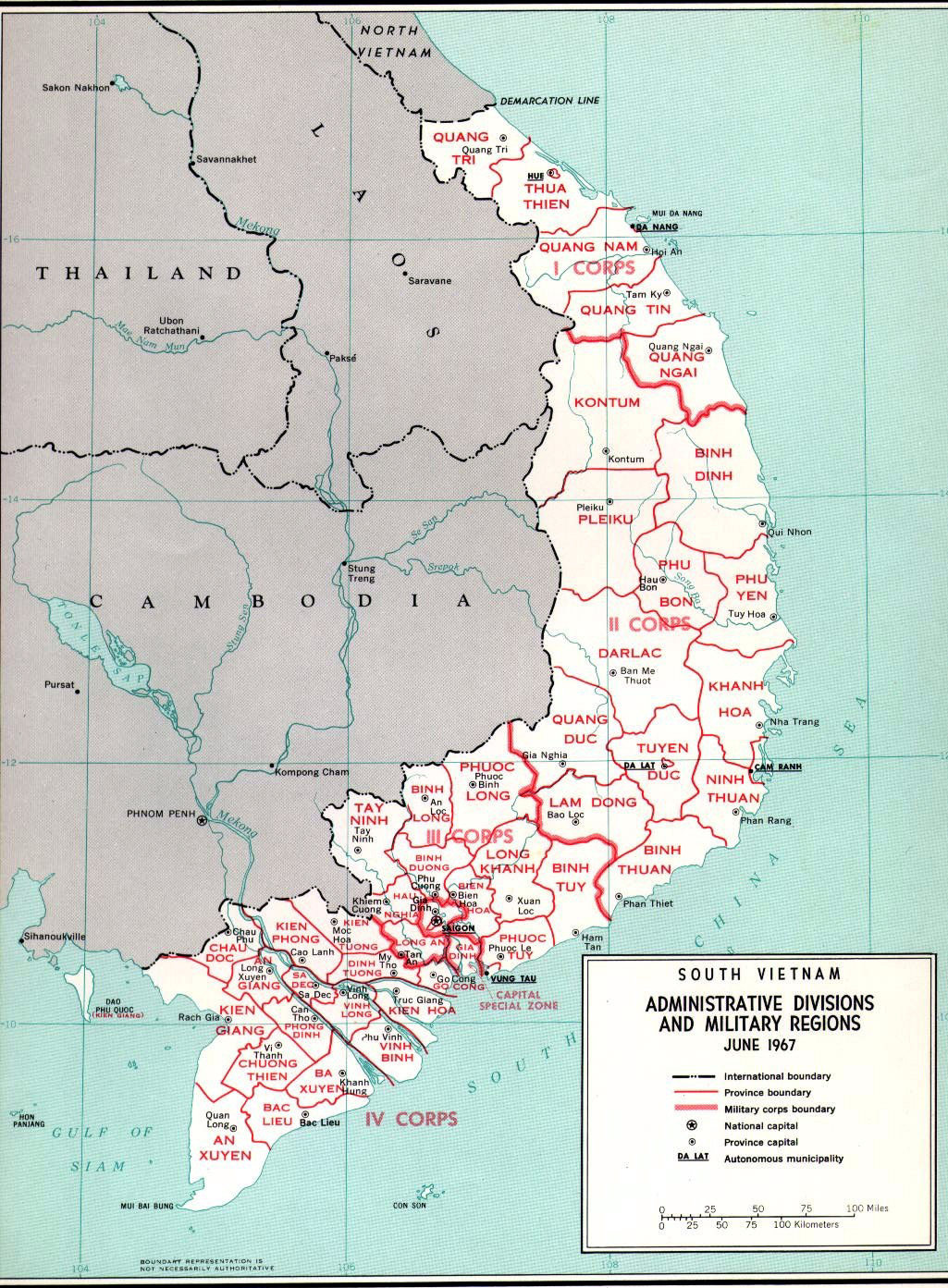
1967年の南ベトナムの行政区画

ザーディン省（ベトナム語：Tỉnh Gia Định / 省嘉定）は、南ベトナムにサイゴンを囲むかたちで存在していた省。
1832年成立。1889年12月に、より小さいザーディン省、チョロン省、タンアン省、タイニン省の4省に分割された。1957年には、ゴーヴァップ区、タンビン区、ホクモン区、トゥドゥック区、ニャベ区、ビンチャイン区の6区から構成されていた。1970年に、クアンスエン区、カンゾ区が加えられた。
1976年2月、ビエンホア省、ビンズオン省、ハウギャ省の一部を合併し、サイゴン＝ザーディン省と改名された。1976年7月2日に、ホーチミン市と改名された。